# Skamby Kirke
Skamby Kirke er en romansk kirke i landsbyen Skamby på det nordlige Fyn.
Ved kirken ligger Carl Frederik Blixen Finecke begravet.
- Skamby Kirke fra øst
- Skamby Kirke fra nordøst

- Skamby Kirke fra sydvest
- Skamby Kirkes tårn

## Eksterne kilder og henvisninger
- Skamby Kirke Arkiveret 31. januar 2011 hos  Wayback Machine hos nordenskirker.dk
- Skamby Kirke hos KortTilKirken.dk
- Skamby Kirke på danmarkskirker.natmus.dk (Danmarks Kirker, Nationalmuseet)